# 阿史那蘇尼失
阿史那蘇尼失（？—634年），东突厥汗国至唐朝的将领，《旧唐书》说他是颉利可汗的从侄，《新唐书》说他是启民可汗（始毕可汗、颉利可汗的父亲）的母弟，《资治通鉴》说他是启民可汗的舅父。
始毕可汗重用阿史那苏尼失为沙钵罗设，统领五万户的部落，建牙帐在灵州西北。苏尼失骁雄有恩惠，得部落之心。颉利可汗政局混乱时，苏尼失部没有二心。突利可汗投奔唐朝，颉利立苏尼失为小可汗。唐太宗贞观四年（630年），李靖击败颉利，颉利得千里馬，逃往依附苏尼失，想去投奔吐谷浑。大同道行军总管、任城王李道宗领兵让苏尼失交出颉利。颉利率数骑趁夜逃跑，藏在荒谷。苏尼失害怕，急派骑兵将颉利抓回。三月十五日，行军副总管张宝相率大军包围沙钵罗营帐，俘虏颉利送回长安，苏尼失举兵投降。五月初八，唐太宗任命阿史那苏尼失为怀德郡王。六月初四，唐太宗任命阿史那苏尼失为北宁州都督、右卫大将军。贞观八年（634年）颉利可汗死后，蘇尼失去世（一说殉死）。其子右賢王阿史那泥孰以擒颉利有功，拜左屯卫将军，娶妻宗女定襄县主，赐名为阿史那忠。